# Vriesea biguassuensis
Vriesea biguassuensis är en gräsväxtart som beskrevs av Raulino Reitz. Vriesea biguassuensis ingår i släktet Vriesea och familjen Bromeliaceae. Inga underarter finns listade i Catalogue of Life.